# 후요
후요 (중국어 간체자: 后辽, 정체자: 後遼, 병음: Hòu Liáo)는 1216년부터 1219년까지 둥베이에 존재했던 단명한 왕조 국가이다. 야율씨에 의해 통치되었으며, 요나라를 중국에서 부흥시키려 한 마지막 국가였다. (이 시기에 동요국은 이미 몽골 제국의 속국이 되었다.)

## 역사
1213년, 야율류거는 금나라에 반란을 일으킨 후 동요국을 선포했다. 그의 친몽골 정책은 동요국 조정 내부에 분열을 일으켰고, 결국 야율류거의 동생인 야율시불이 독립 국가의 황제를 자칭하며 공식적인 왕조 칭호를 "요"(중국어: 遼)로 정했다. 이는 후대에 "후요"(중국어: 後遼)로 알려지게 된다. 황제를 선포한 지 얼마 지나지 않아 야율시불은 살해되었다. 재상 야율기노가 섭정이 되었다.
금나라에 군사적으로 패배한 후, 야율기노는 도주했고 이어서 야율금산에 의해 살해되었다. 야율금산은 고려에서 후요의 황위를 계승했다. 1217년, 고려군은 야율금산을 격파하고 그를 도주하게 만들었다.
야율금산의 후계자인 야율통고여는 후요의 통치자가 된 지 얼마 지나지 않아 야율한사에 의해 살해되었다. 후요 내부에서 내분이 발생하자 동요국, 몽골 제국, 고려의 연합군이 후요를 포위했다. 1219년, 야율한사는 후요의 패배 이후 자살했으며, 이는 단명한 왕조의 종말을 알렸다. 후요가 한때 점유했던 영토는 다시 동요국에 편입되었다.

## 군주
황제 칭호를 사용한 유일한 후요 군주는 야율시불이었다. 이후의 모든 통치자들은 왕 칭호를 사용했다.
| 개인 이름               | 연호        | 재위      | 참고  |
| ----------------------- | ----------- | --------- | ----- |
| 야율시불 (耶律廝不)     | 천위 (天威) | 1216      | [ 1 ] |
| 야율기노 (耶律乞奴)1    | 천우 (天佑) | 1216      | [ 1 ] |
| 야율금산 (耶律金山)     | 천덕 (天德) | 1216–1217 | [ 1 ] |
| 야율통고여 (耶律統古與) |             | 1217–1218 | [ 1 ] |
| 야율한사 (耶律喊舍)     |             | 1218–1219 | [ 1 ] |
| 1 섭정                  |             |           |       |